# Статуя Уильяма Пенна (Филадельфия)
Статуя Уильяма Пенна — бронзовая статуя расположенная на вершине Филадельфийской ратуши (резиденция администрации города Филадельфия, штат Пенсильвания), посвящена основателю штата Пенсильвания Уильяму Пенну. Статуя является одной из 250 скульптур, созданных Александром Милном Колдером (1846—1923).

## Создание и установка
Статуя была отлита на металлургическом заводе Такони в Северо-восточной Филадельфии и установлена на вершине башни в 1894 году, за семь лет до того, как в 1901 году было объявлено о завершении строительства ратуши. При изготовлении статуя была отлита из четырнадцати частей, и на завершение её сборки ушло почти два года.
В течение почти 90 лет в Пенсильвании существовало неписаное правило, которое запрещало любому зданию в городе возвышаться над шляпой статуи Пенна. Действие этого соглашения было нарушено в 1985 году, при выдаче властями города окончательного разрешения на строительство комплекса Либерти Плейс высотой 288 м. Его центральными элементами являются два небоскреба, Либерти Плейс — башня № 1 (1987 г) и Либерти Плейс — башня № 2.. В местном городском фольклоре существует общепринятое мнение «Проклятие Билли Пенна», возникшее из за нарушения данного правила, которое предположительно навлекло проклятие на местные профессиональные спортивные команды.
Статуя Пенна полая, имеет высоту 11,3 м, вес 27 т., установлена на каменном каркасе часовой башни. В башне имеется люк диаметром 22 дюйма (56 см). Сама статуя обращена на северо-восток, в сторону Пенсильванского национального парка независимости несмотря на возражения самого её создателя Колдера, который хотел, чтобы статуя была обращена на юг к реке Делавэр, чтобы большую часть дня лицо статуи освещалось солнцем и лучше раскрывало детали его работы, а также чтобы использовать преимущества южных экспозиций города.
Власти города Филадельфия обязали чистить статую примерно каждые десять лет, чтобы своевременно устранять коррозию и уменьшить износ металла из-за атмосферных воздействий. Последняя чистка была проведена в мае 2017 года.

## Отражение в культуре
Статую Пенна часто показывают в фильмах где действия сюжета происходят в Филадельфии:
- Законопослушный гражданин (2009);
- Помешательство (в начальных титрах) (2024).

## Галерея

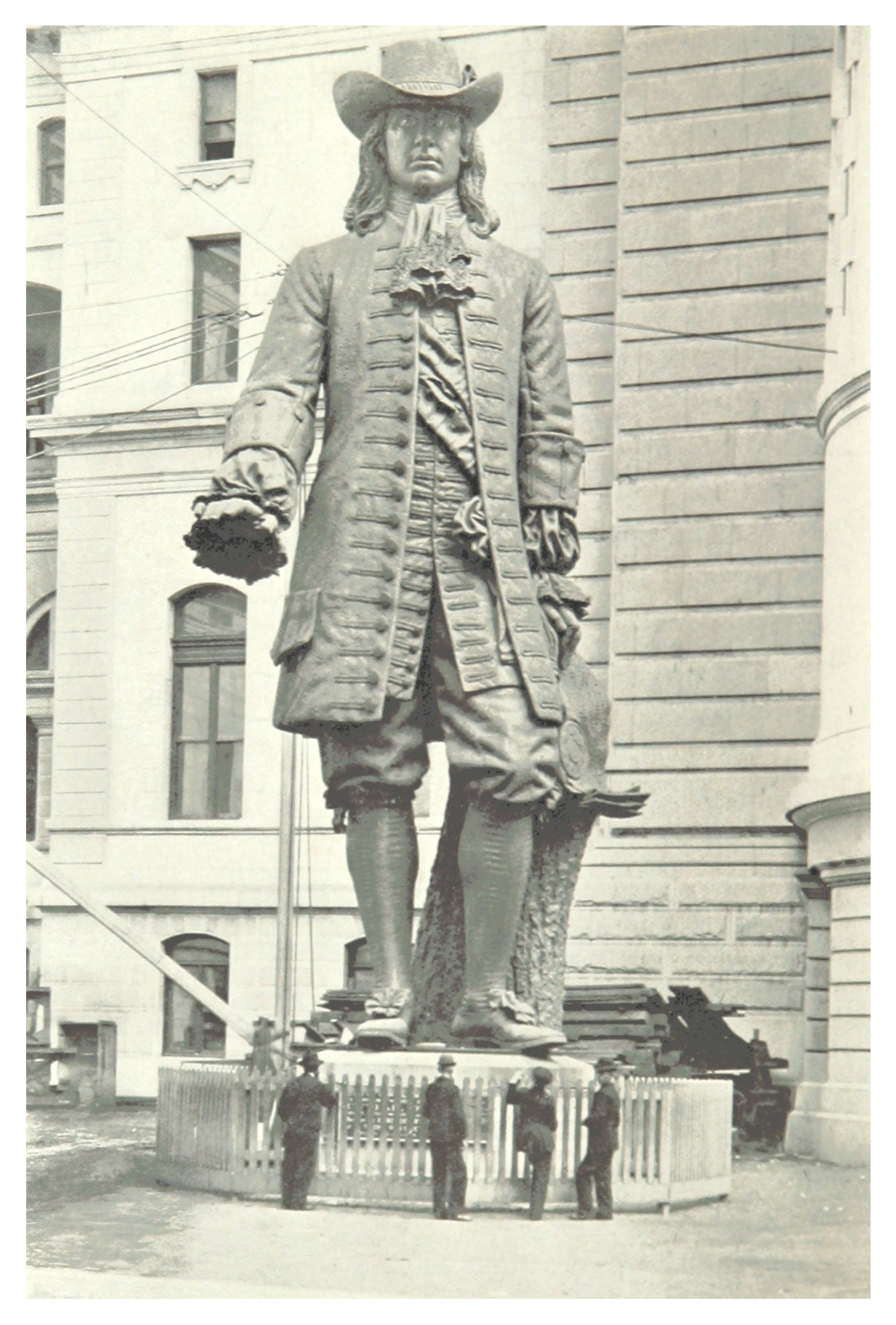
1894 — готовность статуи к подъему
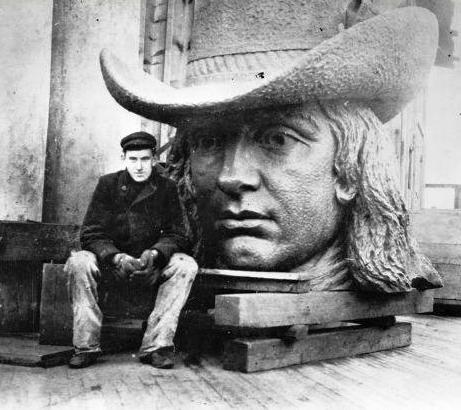
Работник металлургического завода Такони, 18-летний Фредерик Ульберг с головой статуи Уильяма Пенна
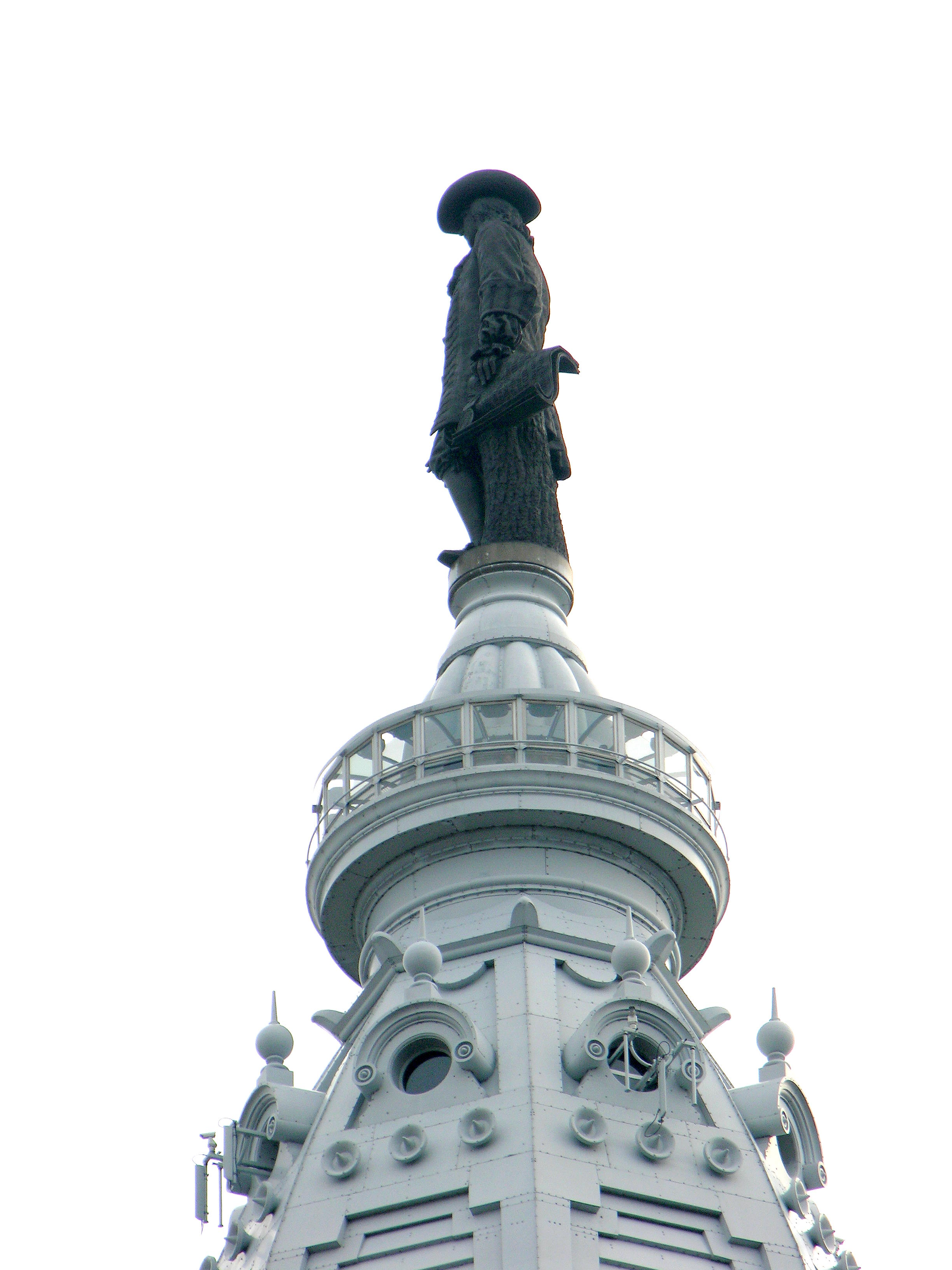
Статуя Пенна вид слева